# UNIX System V
UNIX System V (phát âm: "System Five") là một trong những phiên bản thương mại đầu tiên của hệ điều hành Unix.  Nó ban đầu được phát triển bởi AT &amp; T và phát hành lần đầu tiên vào năm 1983.  Bốn phiên bản chính của System V đã được phát hành, được đánh số 1, 2, 3 và 4.  System V Release 4, hay SVR4, là phiên bản thành công nhất về mặt thương mại, là kết quả của một nỗ lực, được quảng cáo là "Hợp nhất hệ thống Unix", thu hút sự hợp tác của các nhà cung cấp Unix lớn.  Nó là nguồn gốc của một số tính năng Unix thương mại phổ biến.  System V đôi khi được viết tắt là SysV.
Tính đến  năm 2012, Thị trường Unix được chia giữa năm System V phiên bản: IBM 's AIX, Hewlett-Packard ' s HP-UX, Oracle 's Solaris, UnixWare và bản phân phối của illumos của Xinuos là  tiếp tục của mã nguồn mở OpenSolaris.